# Meritxell Martí i Orriols
Meritxell Martí i Orriols   (Sabadell, 1972) és una escriptora de literatura infantil i juvenil. És llicenciada en Humanitats, doctora per la Universitat Autònoma de Barcelona i màster en Relaxació, Meditació i Mindfulness per la Universitat de Barcelona.

## Biografia
Va cursar estudis de música clàssica i moderna al Taller de Músics de Barcelona, obtenint el reconeixement com a Compositora i Arranjadora en Música Moderna per l'Institut Català de les Noves Professions (INCANOP) de la Generalitat de Catalunya l'any 1998. Paral·lelament va obtenir la llicenciatura en Humanitats amb un treball de final de carrera sobre sociologia de la música electrònica (2003). El 2012 es va doctorar a la Universitat Autònoma de Barcelona amb una tesi sobre ciberidentitats i discursos d'art a Internet. Realitza el màster Remind de l’ICE de la Universitat de Barcelona (edició 2018-2020), enfocat al disseny i l’aplicació de programes de Relaxació, Meditació i Mindfulness als àmbits educatiu, sanitari, artístic i empresarial.
Ha desenvolupat la seva activitat professional en diferents camps. Com a professora de música ha impartit classes de llenguatge i teoria musical, Història de la Música i Música al Cinema. Ha col·laborat a la UOC dirigint treballs de fi de grau en Humanitats en l’àmbit de gènere i discurs. Va treballar com a editora del portal lletrA i com a editora i col·laboradora per a diverses editorials.
Com a escriptora, ha publicat més de cent llibres, molts d'ells amb en Xavier Salomó. Entre els més destacats, es troben la col·lecció Minipops (Combel, 2014-2018), Una nit bestial (Cruïlla, 2008), Un sopar de por (Cruïlla, 2017) o la trilogia L'illa de les 160 diferències (2011), El país dels 260 clons (2013) i La màquina del temps (2015), (París: Sarbacane: Barcelona: Cruïlla). Dins de les seves obres més venudes trobem els best-sellers Bon dia i Bona nit (amb més de cent mil exemplars venuts) i la sèrie Colors. El conjunt de la seva obra ha estat traduït a diversos idiomes; a més de català, castellà, francès i anglès, podem trobar els seus llibres en xinès, taiwanès, coreà, grec modern, polonès, portuguès, turc, alemany, italià, ucrainès i neerlandès.
La seva darrera obra amb el tàndem ha estat l'àlbum il·lustrat Sota les onades, que ha rebut crítiques molt entusiastes per part d'expertes i experts en literatura. "Aquest llibre fa que la societat sigui millor" (Anna Guitart, TV3, Els llibres de la setmana); "Hi ha llibres que quan els mires hi veus una intenció. Els deixes descansar, els tornes a mirar i apareix un detall que no havies vist. Més tard, en una tercera lectura, descobreixes que el missatge va més enllà del que estàs veient. Finalment, booom!, el cervell t’esclata perquè quan el mostres als infants, fan aportacions que ni havies sospitat" (Jaume Centelles, blog Invitació a la lectura); "Son ja moltes les obres degudes a aquesta parella d'autors que treballen cadascun dels seus llibres com qui elabora un licor, amb rigor, exigència i paciència, i això els ha valgut un merescut èxit nacional i internacional. Sota les onades marca un punt d'inflexió en la seva trajectòria" (Teresa Duran, blog Al·lots).
El febrer de 2020 va ser convidada com a autora al HAY Festival de Medellín i el HAY Festival de Cartagena de Indias (Colòmbia).
També ha exercit com a traductora d'obres en anglès i francès.

## Publicacions

### Ficció: Narrativa infantil i juvenil[1]
- 2001 – Ca la Lola (Barcelona: Cadí) (Il·lustracions de Xavier Salomó) ISBN 84-474-1177-X
- 2003 – Les vacances del sol (Barcelona: Cadí) (Il·lustracions de Xavier Salomó) ISBN 84-474-1115-X
- 2004 – El primer dia (Barcelona: Parramón) (Il·lustracions de Mercè Galí) ISBN 978-84-342-4027-8
- 2004 – Paper de diari (Barcelona: La Galera) (Il·lustracions de Jordi Vila Delclòs) ISBN 978-84-246-3429-2
- 2007 – Un safari a l'habitació! (Barcelona: Barcanova) (Il·lustracions de Xavier Salomó) ISBN 978-84-489-2076-0
- 2007 – Una cuina ensucrada (Barcelona: Barcanova) (Il·lustracions de Xavier Salomó) ISBN 978-84-489-2075-3
- 2007 – Un lavabo per a tots (Barcelona: Barcanova) (Il·lustracions de Xavier Salomó) ISBN 978-84-489-2074-6
- 2008 – Un convidat a les golfes! (Barcelona: Barcanova) (Il·lustracions de Xavier Salomó) ISBN 978-84-489-2379-2
- 2008 – Una nit bestial (Barcelona: Cruïlla) (Il·lustracions de Xavier Salomó) ISBN 978-84-661-3870-3
- 2008 – Un menjador galàctic! (Barcelona: Barcanova) (Il·lustracions de Xavier Salomó) ISBN 978-84-489-2077-7
- 2009 – Petjades mister[io]ses (Barcelona: Hospital Sant Joan de Déu)
- 2010 – 10 viatges i 1 somni (Barcelona: Combel)  ISBN 978-84-9825-490-7
- 2010 – Els Ama-zònic (Sabadell: Lliga dels Drets dels Pobles)
- 2010 – La meravellosa història del Ratolí Pérez (Barcelona: Lupita Books) (Il·lustracions de Xavier Salomó) ISBN 978-84-9932-955-0
- 2010 – Uns tigres petits, petits com mosquits (Barcelona: La Galera) (Il·lustracions d'Esther Burgueño) ISBN 978-84-246-3344-8
- 2011 – 10 ciutats i 1 somni (Barcelona: Combel) (Il·lustracions de Xavier Salomó) ISBN 978-84-9825-690-1
- 2011 – L'Île aux 160 erreurs (Paris: Sarbacane)
- 2012 – Vull ser model (Barcelona: Cruïlla) (Il·lustracions de Xavier Salomó) ISBN 978-84-661-2831-5
- 2013 – Adéu, tristesa! (València: Castellnou) (Il·lustracions de Xavier Salomó) ISBN 978-84-15206-72-9
- 2013 – Una tempesta… de por (Barcelona: Castellnou) (Il·lustracions de Xavier Salomó) ISBN 978-84-15206-64-4
- 2013 – Quina ràbia de joc! (Barcelona: Castellnou) (Il·lustracions de Xavier Salomó) ISBN 978-84-15206-65-1
- 2013 – La gelosia ve… i se'n va (Barcelona: Castellnou) (Il·lustracions de Xavier Salomó) ISBN 978-84-15206-73-6
- 2013 – El país dels 260 clons (Barcelona: Cruïlla) (Il·lustracions de Xavier Salomó) ISBN 978-84-661-3329-6
- 2013 – Rue des mystères (Toulouse: Milan Presse)
- 2014 – Els tres porquets (Barcelona: Combel) (Il·lustracions de Xavier Salomó) ISBN 978-84-9825-884-4
- 2014 – Vola, vola, sorpresa! (Barcelona: Castellnou) (Il·lustracions de Xavier Salomó) ISBN 978-84-15206-79-8
- 2015 – La màquina del temps (Barcelona: Cruïlla) (Il·lustracions de Xavier Salomó) ISBN 978-84-661-3957-1
- 2015 – Rínxols d'Or (Barcelona: Combel) (Il·lustracions de Xavier Salomó) ISBN 978-84-9825-947-6
- 2015 – Ventafocs (Barcelona: Combel) (Il·lustracions de Xavier Salomó) ISBN 978-84-9825-945-2
- 2016 – L'histoire perdue (Paris: Éditions du Seuil) (Il·lustracions de Xavier Salomó) ISBN 9791023504989
- 2017 – Hansel i Gretel (Barcelona: Combel) (Il·lustracions de Xavier Salomó) ISBN 978-84-9101-130-9
- 2017 – Les set cabretes i el llop (Barcelona: Combel) (Il·lustracions de Xavier Salomó) ISBN 978-84-9101-128-6
- 2017 – Le festin des affreux (Paris: Éditions du Seuil) (Il·lustracions de Xavier Salomó) ISBN 9791023507348
- 2018 – Sota les onades (Barcelona: Flamboyant) (Il·lustracions de Xavier Salomó) ISBN 978-84-17749-05-7
- 2019 – Escolta les estacions (Barcelona: Combel) (Il·lustracions de Xavier Salomó) ISBN 978-84-9101-462-1
- 2021 - Sunakay (Barcelona: Flamboyant) (Il·lustracions de Xavier Salomó) ISBN 978-84-18304-45-3

### No ficció[1]
- 2004 – Em dic... Antoine de Saint-Exupéry (Il·lustracions de Valentí Gubianas) (Barcelona: Parramon) ISBN 978-84-342-2598-5
- 2005 – Em dic... Mozart (Barcelona: Parramon) (Il·lustracions de Xavier Salomó) ISBN 978-84-342-2758-3
- 2012 – Ferran Adrià, de gran vull ser cuiner (Barcelona: Efadós) (Il·lustracions de Txell Darné) ISBN 978-84-15232-30-8
- 2012 – Món d'emocions (Barcelona: Barcanova) 6 vol.

### Poesia
- 1999 – Insolacions (Sabadell: Ajuntament de Sabadell)

### Crítica literària o assaig[1]
- 2007 – La construcción de las relaciones sociales a través del consumo en el Quijote,Cervantes y la economia.(Cuenca: Ediciones de la Universidad de Castilla-La Mancha).

- 2008 – Vladimir ha dit...Identitat, xarxes socials i ciberperiodisme en els blocs. Una   construcció de la intersubjectivitat dins la nova internet. (Barcelona: UAB)
- 2009 – Escriptures hipertextuals: els blocs. (Barcelona: UOC)

## Premis i reconeixements
- Prix des libraires du Québec 2022, llista preliminar: Sous les vagues.
- Tercer llibre de LIJ més venut en català: Sunakay (Libridata, octubre 2021).
- Quart llibre de LIJ més venut en català: Un sopar de por (Libridata, octubre 2021).
- Un dels millors llibres de 2019 segons la New York Public Library: Bajo las olas.
- Prix Jeunesse de la Corrèze 2018 per Le Festin des Affreux.
- Diploma Premis Visual 2011 per De rêves et de voyages.
- Coup de coeur 2011 dels llibreters francesos per De rêves et de voyages.
- Premi Junceda 2010 per 10 viatges i 1 somni.
- Premi Hospital Sant Joan de Déu 2004 per Paper de diari.
- Premi Sant Jordi de la Universitat Pompeu Fabra 1995.[7]